# Relations entre la Côte d'Ivoire et l'URSS
Les relations Côte d'Ivoire - Union soviétique étaient les relations bilatérales entre la Côte d'Ivoire et l'Union soviétique. Dans l’ensemble, les relations ivoiro-soviétiques étaient sporadiques et glaciales, le président ivoirien Félix Houphouët-Boigny se méfiant de l’Union soviétique et ayant une vision négative du rôle soviétique en Afrique.

## Histoire

### 1967–1969
L'Union soviétique avait déclaré sa reconnaissance de l'indépendance de la Côte d'Ivoire et offert au nouvel État des relations diplomatiques dans un télégramme publié le 6 août 1960 (un jour avant la déclaration d'indépendance de la Côte d'Ivoire). L'Union soviétique avait commencé à importer des fèves de cacao de Côte d'Ivoire en 1959, mais ce commerce a été interrompu en 1961.
Cependant, au début de l'indépendance ivoirienne, les analystes soviétiques ont qualifié le gouvernement ivoirien de « réactionnaire ». Au milieu des années 1960, l’attitude soviétique à l’égard de la Côte d’Ivoire a changé. La nouvelle ambition soviétique de chercher à développer des contacts avec la Côte d'Ivoire pourrait être considérée comme faisant partie d'une stratégie plus large, visant à renforcer les contacts avec les États modérés d'importance régionale dans le tiers monde (un autre exemple en Afrique de l'Ouest était le Nigéria ).
Un autre facteur qui a entravé le développement des liens ivoiro-soviétiques était le fait que l'Union soviétique avait des liens étroits avec la Guinée, dirigée par l'adversaire d'Houphouët-Boigny, Ahmed Sékou Touré. La Guinée a été accusée de fomenter l'opposition en Côte d'Ivoire, et l'on soupçonnait que l'Union soviétique avait apporté son soutien à ces activités. La coopération soviéto-guinéenne fut cependant rompue. Un accord mutuel visant à établir des relations diplomatiques entre la Côte d'Ivoire et l'Union soviétique a été annoncé le 23 janvier 1967. En novembre de la même année, le premier ambassadeur soviétique en Côte d'Ivoire, Sergueï Petrov, fut nommé.
Le 30 mai 1969, la Côte d'Ivoire a déclaré qu'elle rompait ses relations avec l'Union soviétique, car des allégations indiquaient que Petrov avait apporté un soutien direct à une manifestation de 1968 à l'Université nationale de Côte d'Ivoire,,.

### 1986–1990
Les deux États n’ont rétabli leurs relations qu’en février 1986. La reprise des relations bilatérales pourrait être attribuée à deux facteurs. D’un côté, Houphouët-Boigny avait commencé à adopter une politique étrangère plus active, y compris une attitude plus pragmatique envers l’Union soviétique. En outre, à l’époque, Houphouët-Boigny s’employait activement à obtenir une reconnaissance internationale accrue. L'Union soviétique a envoyé Boris Minakov comme ambassadeur en Côte d'Ivoire. Il a été ambassadeur jusqu'en 1990.